# Palazzo San Giacomo (Neapel)

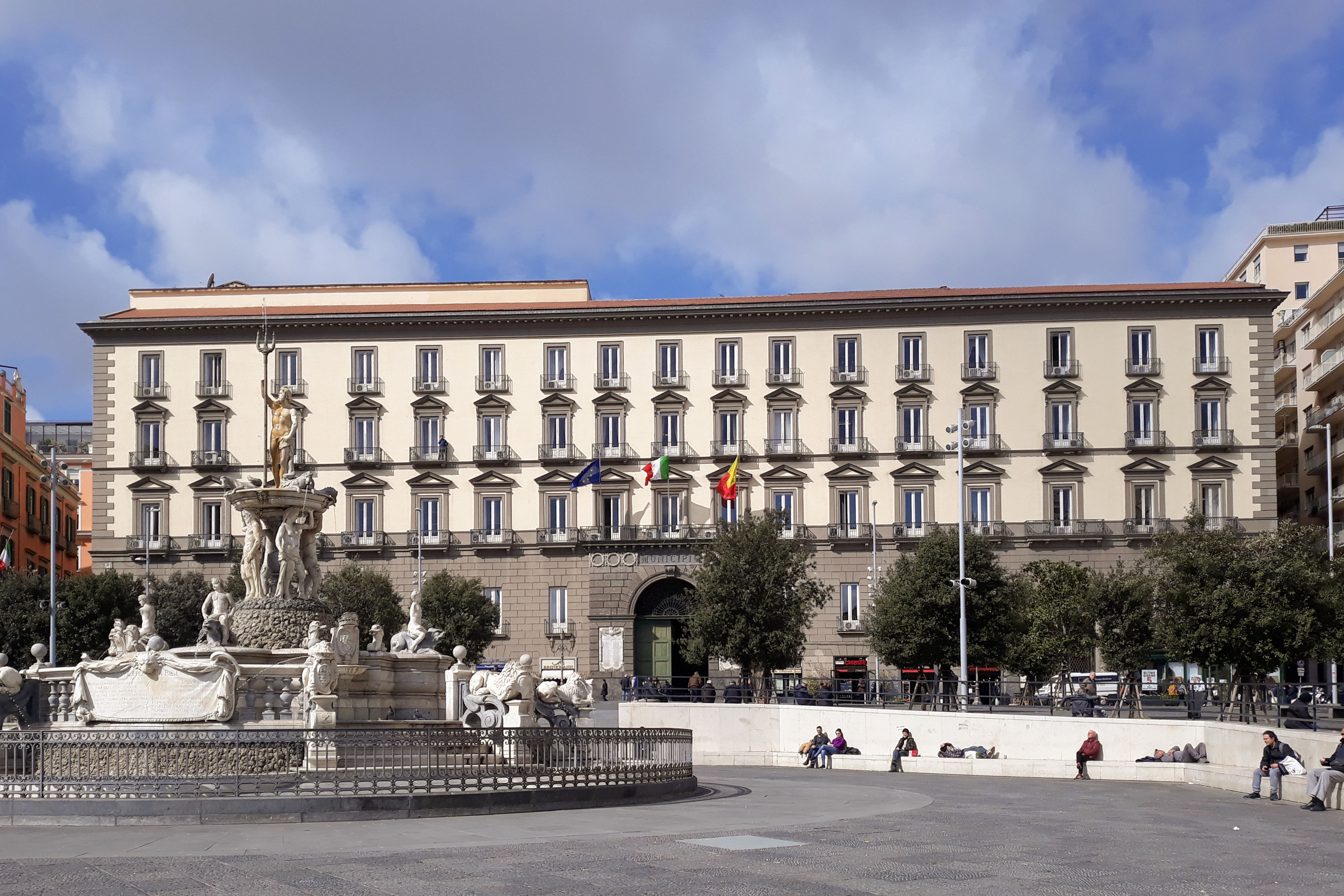
Palazzo San Giacomo in Neapel, Ostfassade zur Piazza del Municipio.

Der Palazzo San Giacomo ist ein klassizistischer Palast aus dem Anfang des 19. Jahrhunderts gegenüber dem Castel Nuovo zwischen den Vierteln San Ferdinando und Porto in Neapel in der italienischen Region Kampanien. Er liegt an der Piazza del Municipio und ist als Rathaus Sitz der Stadtverwaltung.

## Geschichte
Im Jahre 1816 beschloss Ferdinand I., der gerade als König des Königreiches beider Sizilien an die Macht über Süditalien und Sizilien zurückgekehrt war, den Bau eines großen Gebäudes, das alle Ministerien des bourbonischen Staates beherbergen sollte, die damals auf mehrere Gebäude in der Stadt verteilt waren. Der eigentliche Promotor dieser Initiative war jedoch der Premierminister Luigi de’ Medici di Ottajano, der per königlichem Dekret vom 18. Juni 1816 mit der Projektierung des neuen Gebäudes die Architekten Antonio de Simone, Vincenzo Buonocore und Stefano Gasse beauftragte. Jedoch waren es nur Stefano Gasse und dessen Bruder Luigi – ebenfalls Architekt -, die die Projektierung dann umsetzten.
Das Gelände, auf dem der neue Palast entstehen sollte, begrenzt durch die Via Toledo, die Via San Giacomo, die Via della Concezione (ab 1877 Via Paolo Emilio Imbrani) und den Largo di Castello (heute Piazza del Municipio), gehörte der Versammlung spanischer Adliger, die ihren Sitz in der Kirche San Giacomo degli Spagnoli hatte. Die Versammlung hatte an dieser Stelle neben der Kirche ein Hospital, ein Kloster und eine Bank. Darüber hinaus gab es dort ein weiteres religiöses Gebäude: Das Monastero della Concezione mit der zugehörigen Kirche; sie lagen an der Ecke der Via Toledo und der Via della Concezione. Außerdem waren dort auch viele Privathäuser. Dies war ein großes Hindernis für den Fortgang der Bauarbeiten, die 1819 begannen, aber erst 1825 abgeschlossen werden konnten.
Die Zahl der Büroräume im Inneren des majestätischen Gebäudes lag bei über 800.
Sieben Ministerien wurden dort untergebracht: Präsidialamt und Außenministerium, Ministerium für Justiz und Begnadigungen, Ministerium für kirchliche Angelegenheiten, Polizeiministerium, Kriegsministerium, Marineministerium und Finanzministerium.
Außerdem fanden in dem Gebäude, einem der größten Europas, die Börse, die Banco delle Due Sicilie (später Banco di Napoli), die Polizeipräfektur (heute Questura), der Große Rechnungshof und weitere Einrichtungen Platz.

## Beschreibung

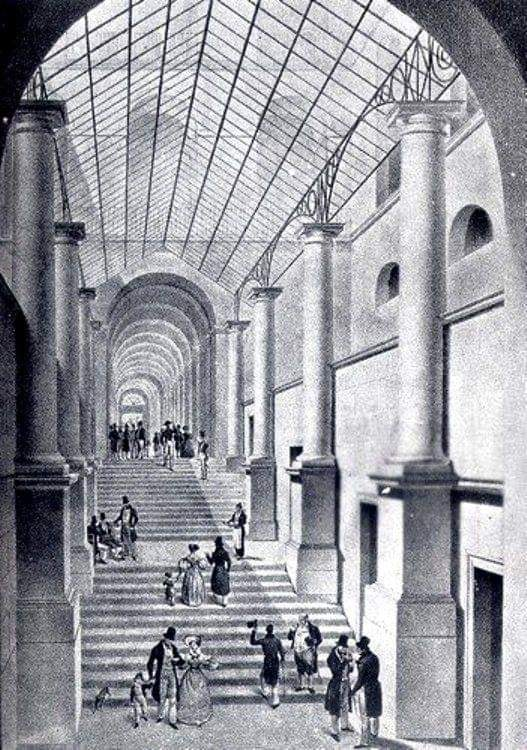
Ehemalige Galerie von Stafano Gasse im Palazzo San Giacomo

Als die Arbeiten am Palast abgeschlossen waren, zählte man genau 816 Räume und 10 Korridore: Tatsächlich war das Gebäude damals, wie gesagt, einer der größten Paläste Europas.
Stefano Gasse untersuchte das Problem des Höhenunterschiedes zwischen der höher gelegenen Via Toledo und dem niedriger gelegenen Largo di Castello sorgfältig, sodass er an der Ostfassade, die die Hauptfassade ist, einen hohen Sockel mit Bossenwerk realisierte, das auch die Kirche San Giacomo einschließen sollte (ein weiteres Problem des Baus), die, nachdem ihre Fassade abgerissen worden war, in das neue Gebäude integriert wurde und eines der drei Portale an dieser Fassade bildete, genauer gesagt, das dritte von links.
An beiden Seitenstraßen plante Gasse zwei Zugangsportale.
Neben dem Mittelportal, das den Zugang zum Palast vermittelt und sich von den anderen unterscheidet, da es leicht vorspringt, wurden zwei Steintafeln angebracht, die an den Bau des Palastes erinnerten; sie wurden 1865, nach der Einigung Italiens, durch zwei Steintafeln ersetzt, die an die Märtyrer der neapolitanischen Revolution von 1799 und weitere Patrioten erinnern, die während des Risorgimento im Kampf gegen die Bourbonen getötet wurden.
Die Westfassade zur Via Toledo war identisch mit der Ostfassade mit dem Unterschied, dass sie wegen des Höhenunterschiedes niedriger war (nur zwei Stockwerke hoch) und nur zwei Eingangsportale hatte. Auf der Nordseite des Gebäudes war das Finanzministerium untergebracht.
In den 1930er-Jahren wurde dieser Teil des Palastes von Marcello Piacentini umgebaut und bildete den neuen Sitz der Banco di Napoli.
Die Verzierungen am Palast sind alle im klassizistischen Stil gehalten. Wenn man durch das Mittelportal eintritt, gelangt man in einen weiten Empfangsraum mit Kassettendecke und weiter zur Haupttreppe. In vier Nischen in seinen Ecken schuf der Bildhauer Antonio Calì ebenso viele Statuen: In den Nischen am Eingang wurde links die Statue von Roger, dem Normannen, Gründer des unabhängigen Königreiches, aufgestellt und rechts die von Kaiser Friedrich II., dem Gründer der ersten, starken Regierungsstruktur des Königreiches. In den Nischen auf der Höhe der doppelten Treppenzüge fanden sich die beiden Statuen von Ferdinand I. und dessen Sohn, Franz I.: Ersterer ordnete den Bau des Palastes an, der zweite war der König, in dessen Regierungszeit der Bau abgeschlossen wurde. Diese beiden Statuen wurden aber nach der Einigung Italiens entfernt und durch zwei allegorische Statuen ersetzt, die 1869 von dem Bildhauer Francesco Liberti geschaffen wurden.
Antonio Calì schuf auch eine Statue, die Flavio Gioia darstellt und im großen Börsensaal aufgestellt wurde; dieser aber wurde beim Bau des Palazzo del Banco di Napoli abgerissen.
Nachdem man die Treppe hinaufgeht und an einer Nische links des ersten Treppenabsatzes mit der Büste des Fliegers Ugo Niutta vorbeigeht, wo sich vermutlich die Büste König Ferdinands II. befand, kommt man in der Mitte des Zwischengeschosses zu einer Büste aus Marmor und Piperno, die Parthenope darstellt und volkstümlich „’a capa ’e Napule“ genannt wird. Ihr Fundort ist ungewiss (vielleicht in der Gegend der Anticaglia oder in der der Incurabili), später wurde sie in der Gegend von San Giovanni a Mare aufgestellt, wo mehrmals ihre Nase verstümmelt wurde, und dann schließlich durch Bürgermeister Achille Lauro an ihrem heutigen Standort.
Weitere Büsten sind im Obergeschoss untergebracht, in den Räumlichkeiten, die Saal des Stadtrates und zu dem des Bürgermeisters führen. Sie stellen die Träger der neapolitanischen Goldmedaillen aus dem Ersten Weltkrieg dar: Gaetano Carolei, Edgardo Cortese, Mario Fiore, Raffaele Libroia, Giuseppe Orsi und Maurizio de Vito Piscicelli.
Schließlich muss noch erwähnt werden, dass Stefano Gasse in dem Palast die erste Galerie mit einem Dach aus Glas und Eisen in Neapel projektierte und realisierte, eine der ersten in Europa, die direkt durch das Innere des Palastes die Via Toledo mit der Piazza Municipio verband. Man gelangte dorthin, wenn man unter der doppelzügigen Treppe hindurchging. Sie verschwand mit dem Bau des neuen Palazzo del Banco di Napoli von Piacentini und des blieb keine Spur von ihr übrig.